# Nogod
Nogod (estilizado como NoGoD) é uma banda japonesa de heavy metal do movimento visual kei formada em 2005 pelo vocalista Dancho. Originalmente chamada de Shinko Shukyo Gakudan Nogod (新興宗教楽団NOGOD), a banda usa simplesmente Nogod desde que assinou com a King Records em 2010.

## Carreira

### 2005–2009: Formação e crescimento
A banda foi formada no início de 2005 em Tóquio pelo vocalista Dancho, sob o nome de Shinko Shukyo Gakudan NoGoD. Eles realizaram sua apresentação de estreia em outubro em Akasaka. Em 12 de novembro, a banda lançou sua primeira demo "Kimi ni Okuru Bukiyou de Migatte na Uta" (君に贈る不器用で身勝手な詩). Eles passaram o resto de 2005 e o começo de 2006 apenas se apresentando com outras bandas em Tóquio. No entanto, foi em abril que eles fizeram seu primeiro show solo em Ikebukuro.
2006 foi quando os membros assinaram contrato com a Art Pop e lançaram dois singles, "Akafukyō" (赫布教) e "Kurofukyō" (黒布教). Em dezembro foi lançado o EP Kurofukyou. Em abril de 2007 o guitarrista Aki saiu após um último show e foi substituído por Shinno em julho. Em seguida lançaram mais dois singles consecutivos, "Ten" em agosto e "Batsu" em setembro. Terminaram o ano com um show de aniversário do vocalista Dancho, que desde então acontece todos os anos.
Em abril de 2008, a banda lançou seu primeiro álbum de estúdio, Mugenkyō (夢幻教), que alcançou a sexta posição na parada de trabalhos independentes da Oricon. A turnê em promoção ao álbum terminou na casa de shows Kudan Kaikan. Em julho estrearam o single "Midori no Kaze". Em fevereiro de 2009, a banda lançou seu segundo álbum de estúdio, Gokusaishiki (極彩色).

### 2010–presente: Estreia em uma grande gravadora
Em novembro de 2009, o vocalista Dancho anunciou que a banda faria sua estreia em uma grande gravadora. Em 9 de junho de 2010, Nogod lançou seu primeiro single major, "Kakusei" (カクセイ, "Awakening"), pela King Records. A música foi usada como tema de encerramento do programa Futtonda da Chūkyō TV.
Em 4 de agosto de 2010, Nogod lançou seu primeiro álbum major, Kakera (欠片), no Japão e na Europa. A banda iniciou uma turnê solo para promover seu álbum em Taiwan.
Em janeiro de 2011, Nogod começou a apresentar seu próprio programa de rádio na Tokyo Bay FM. O programa é intitulado Nogod Bless You!!! e vai ao ar todos os sábados às 12h. A banda participou da edição de 2013 do festival Pure Rock Japan Live, ao lado de Saber Tiger, Galneryus e Omnyo-Za.
Nogod fez um cover da música "1/3 no Junjō na Kanjō" de Siam Shade para a compilação Crush! -90's V-Rock Best Hit Cover Songs-. O álbum foi lançado em 26 de janeiro de 2011 e apresenta bandas atuais de visual kei fazendo covers de músicas de bandas que foram importantes para o movimento visual kei dos anos 90.
Em 30 de março de 2016 lançaram o álbum Renovate. Pouco tempo depois fizeram dois shows no Canadá, nos dias 29 de junho e 2 de julho. No ano seguinte foi lançado Proof, pela JPU Records, que disponibilizou o streaming do álbum fora do país.
Em janeiro de 2018, o baixista Karin anunciou que deixaria a banda após 13 anos. Sua última apresentação com a banda foi em 6 de abril daquele ano em Tóquio, no Shinjuku ReNY. Em fevereiro, NoGod havia feito três shows em conjunto com o Sex Machineguns.
Em setembro de 2021, foi anunciado que o guitarrista Kyrie deixaria a banda após 16 anos. Sua última apresentação com Nogod foi na casa de shows Nakano Sun Plaza Hall em 22 de fevereiro de 2022. Hibiki, ex-baixista do Saber Tiger, juntou-se oficialmente em agosto de 2022. No mesmo ano, Iyoda Kyohei entrou como guitarrista suporte. Em 21 de abril de 2023 lançaram o primeiro álbum sob a nova formação, Now Testament, acompanhado de uma turnê nacional.

## Estilo musical
A música de Nogod varia do heavy metal a baladas lentas. Músicas como "Kakusei" (カクセイ, "Awakening")  foram elogiadas pelo website Barks pela habilidade técnica que a banda exibiu.

## Integrantes
- Dancho (団長) – vocais (2005–presente)
- K – bateria (2005–presente)
- Shinno – guitarra (2007–presente)
- Hibiki – baixo (2022–presente)

Ex integrantes
- Somu (想夢) – guitarra (2005)
- Kana – baixo (2005)
- Aki (アキ) – guitarra (2005–2007)
- Karin (華凛) – baixo, screams (2005–2018)
- Kyrie – guitarra, vocais de apoio (2005–2022)

## Discografia

### Álbuns de estúdio
- Mugenkyō (夢幻教) (2008.04.09), posição na Oricon indies: 6[6]
- Gokusaishiki (極彩色) (2009.02.25)
- Kakera (欠片) (2010.08.04)
- Genjitsu (現実) (2011.08.03)
- V (2013.02.06)
- Make A New World (2014.09.17), posição na Oricon principal: 36[25]
- Renovate (2016.03.30), 38[25]
- Proof (2017.08.20)
- NoW Testament (2023.04.21)

### EPs
- Kanna Fukyou (神無布教) (2006.12.06)
- Rashinban (羅針盤) (2009.09.23)
- Shingeki (神劇) (2019.04.10)

### Álbuns de compilação
- Indies Best Selection 2005-2009 (03.03.2010)
- Voyage ~ 10th Anniversary Best Album(08/04/2015), posição na Oricon: 27[25]

### Singles
- "Kimi ni Okuru Bukiyou de Migatte na Uta" (君に贈る不器用で身勝手な詩) (2005.11.12)
- "Sakura/Kimi wa Tsuki o Tsukamu" (櫻/君は月を掴む) (2006.04.09)
- "Akafukyō" (赫布教) (2006.07.12)
- "Kurofukyō" (黒布教) (2006.08.30)
- "Atria" (2007.05.09)
- "Ten" (天) (2007.08.08)
- "Batsu" (罰) (2007.09.26)
- "「Ten」 「Bastu」 Enban" (「天」「罰」円盤) (2007.09.26)
- "Saikou no Sekai/Shirasagi" (最高の世界/白鷺) (2008.02.16)
- "Yume no Tsuzuki" (夢の続き) (2008.07.13)
- "Midori no Kaze" (碧の風-ミドリノカゼ-) (2008.10.08)
- "Ao no Daichi" (碧の大地-アヲノダイチ-) (2008.11.05)
- "Mr.Heaven" (2009.07.25)
- "Kakusei" (カクセイ) (2010.06.09)
- "Raise a Flag" (2011.04.06), posição na Oricon: 40[25]
- "Kamikaze" (神風) (2011.07.06), 50[25]
- "Love?" (2012.02.19)
- "Stand Up!" (2012.10.10), 33[25]
- "Shinzui -Frontier-" (神髄 -FRONTIER-) (2013.07.24), 41[25]
- "Shinzui -The Power-" (神髄 -THE POWER-) (2013.09.18), 36[25]
- "Helix" (2020.01.08, limitado)
- "I.A.N" (2022.11.25, limitado)